# Solutions Linux
 (28 décembre 2017).
Solutions Linux est un salon professionnel et associatif se déroulant chaque année à Paris de 1999 à 2014, fondé par Sacha Dunas puis repris par Tarsus Group plc, et remplacé en 2015 par le Paris Open Source Summit. Il est consacré à l'écosystème du logiciel libre et open source, particulièrement aux systèmes d'exploitation basés sur GNU/Linux. Il s'agit d'un des salons les plus importants d'Europe dans ce domaine.

## Déroulement du salon
Solutions Linux regroupe plus de 200 exposants, principalement des sociétés de services et des éditeurs de logiciels libres, mais également d'une soixantaine associations d'utilisateurs et de créateurs de logiciels libre. 
En marge des exposants professionnels qui représentent la grande majorité du salon, un village associatif permet à une soixantaine de projets communautaires non-lucratifs tels que des groupes d'utilisateurs locaux et thématiques ou des fondations de développement de logiciels, d'obtenir un stand gratuitement dans le village. Les stands et activités du village sont gérés par l'association Parinux depuis 2004, en liaison avec l'organisateur du salon qui met à disposition l'espace et les moyens techniques.
Pendant la durée du salon, des ateliers, des tables rondes, des formations et des cycles de conférences sont organisés grâce à l'aide d'un comité de programme indépendant, portant chaque année sur des sujets techniques, économiques et de société liés au logiciel libre. Le salon comprend une télévision locale, réalisant des interview de représentants plusieurs entreprises, associations et projets présents à Solutions Linux. 
L'évènement est sponsorisé par de grandes entreprises faisant généralement partie de l'écosystème du logiciel libre, ainsi que par des éditeurs et des magazines informatiques.

## Historique des éditions
Les premières éditions de Solutions Linux (anciennement Linux Expo) se sont tenues au Palais des congrès de Paris, avant de se dérouler à partir de 2003 au CNIT de La Défense, où les éditions s'y sont déroulées jusqu'en 2008. En 2009, le salon se tient au Parc des expositions de la porte de Versailles[réf. nécessaire]. 
Le 31 janvier 2007, le candidat à la présidentielle François Bayrou a visité le salon, où il a affirmé « soutenir le logiciel libre, à défaut de les utiliser ».
Durant l'édition 2009, Léa-Linux et l'Association pour l'Internet non commercial projettent sur un mur l'intégralité des débats de l'Assemblée nationale sur la loi HADOPI[réf. nécessaire].
|     | Année | Dates       | Dates       | Lieu                           | Nbe. visiteurs | Réf.   |
| --- | ----- | ----------- | ----------- | ------------------------------ | -------------- | ------ |
| 1re | 1999  |             |             |                                |                |        |
| 2e  | 2000  |             |             |                                |                |        |
| 3e  | 2001  |             |             |                                |                |        |
| 4e  | 2002  |             |             |                                |                |        |
| 5e  | 2003  | 4 février   | 6 février   | CNIT                           |                | [ 7 ]  |
| 6e  | 2004  | 3 février   | 5 février   | CNIT                           |                | [ 8 ]  |
| 7e  | 2005  | 1er février | 3 février   | CNIT                           |                | [ 9 ]  |
| 8e  | 2006  | 31 janvier  | 2 février   | CNIT                           |                | [ 10 ] |
| 9e  | 2007  | 30 janvier  | 1er février | CNIT                           |                | [ 11 ] |
| 10e | 2008  | 29 janvier  | 31 janvier  | CNIT                           |                | [ 12 ] |
| 11e | 2009  | 31 mars     | 2 avril     | Paris Expo porte de Versailles |                | [ 13 ] |
| 12e | 2010  | 16 mars     | 18 mars     | Paris Expo                     | 10 000         | [ 14 ] |
| 13e | 2011  | 10 mai      | 12 mai      | CNIT                           | 10 000         | [ 15 ] |
| 14e | 2012  | 19 juin     | 21 juin     | CNIT                           |                |        |
| 15e | 2013  | 28 mai      | 29 mai      | CNIT                           |                | [ 16 ] |
| 16e | 2014  | 20 mai      | 21 mai      | CNIT                           |                | [ 17 ] |
| 17e | 2015  | 19 mai      | 20 mai      | CNIT                           | Annulé         | [ 18 ] |

En 2014, le salon change de nom pour devenir Solutions Libres & Open Source. En décembre 2014, l'édition 2015 est annoncée pour les 19 et 20 mai. Mais à la suite du rapprochement avec le Forum mondial du libre, les deux salons sont fusionnés pour donner naissance au salon Paris Open Source Summit qui a eu lieu les 18  et 19 novembre 2015 aux Docks de Paris (quartier Parc E.M.G.P. de La Plaine Saint-Denis) puis tous les ans.